# Vita Constantini Cantemyrii

Viața lui Constantin Cantemir (latină Vita Constantini Cantemyrii) este o scriere a lui Dimitrie Cantemir. 